# Sierra Gorda (Chile)
Sierra Gorda ist eine Gemeinde in der Provinz Antofagasta in der Región de Antofagasta in Chile. Bei der Volkszählung im Jahr 2017 hatte sie 10.186 Einwohner. Die Gemeinde erstreckt sich über eine Fläche von 12.886,4 km².
Im Jahr 2018 betrug die Zahl der in Sierra Gorda registrierten Unternehmen 50. Aufgrund des Bergbaugeschäfts verfügt Sierra Gorda über das achthöchste durchschnittliche Haushaltseinkommen des Landes (KKP 34.842 US-Dollar im Jahr 2006).
Das Dorf Sierra Gorda veranstaltet jedes Jahr im Sommer ein Musikfestival namens Festival del Desierto („Festival der Wüste“), das Tausende von Menschen aus umliegenden Städten und sogar aus Nachbarländern wie Peru und Bolivien anzieht.

## Geschichte
Das Dorf Sierra Gorda entstand um 1872 mit der Entdeckung der Silbermine Caracoles. 1885 erreichte die Eisenbahn mit ihren Schienenenden die Stadt und zählte in der damaligen Zeit mehr als 5000 Personen. Im Jahr 1889 wurde mit dem Bau des Bahnhofs für Caracoles begonnen, was der Stadt einen größeren kommerziellen Aufschwung verlieh. Die Gemeinde wurde am 1. Juni 1981 gegründet. 1997 entdeckte man neue Bergbauvorkommen und beutete diese aus, was zu einer radikalen Veränderung der Produktionsdynamik des Ortes führte, indem er ihn zum obligatorischen Durchgangs- und Dienstleistungsort für die entstehende Wirtschaftstätigkeit machte.
Im Jahr 2008 wurde in Sierra Gorda der James-Bond-Film „Ein Quantum Trost“ gedreht. Der damalige Bürgermeister Carlos López lehnte die Dreharbeiten ab, zunächst weil die Stadtbewohner als Bolivianer auftraten, später unter anderen Vorwänden. Er betrat den Dreh einer Szene mit seinem Privatfahrzeug, kam den Schauspielern sehr nahe und unterbrach die Arbeit abrupt. Die Nachricht, die um die Welt ging, besagte, dass der Bürgermeister den Schauspieler Daniel Craig, der James Bond spielt, mit seinem Auto angegriffen habe.

## Bevölkerung
Laut der Volkszählung des Nationalen Statistikinstituts von 2002 hatte Sierra Gorda 2356 Einwohner (1791 Männer und 565 Frauen). Da es keine städtischen Gebiete gibt, ist die gesamte Bevölkerung ländlich geprägt. Die Bevölkerung wuchs zwischen den Volkszählungen 1992 und 2002 um 65,3 % (931 Personen). Im Jahr 2017 zählte man 10.186 Personen.